# Nate Watt
Pour les articles homonymes, voir Watt.
Nate Watt, né le 6 avril 1889 à Denver et mort le 26 mai 1968  à Woodland Hills (Los Angeles), est un réalisateur américain.

## Filmographie partielle
- 1936 : Trail Dust (en)
- 1937 : Carnival Queen (en)
- 1937 : Rustlers' Valley (en)
- 1937 : Hills of Old Wyoming (en)
- 1939 : Law of the Pampas (en)
- 1940 : Frontier Vengeance coréalisé avec George Sherman
- 1961 : Fiend of Dope Island (en)